# Programa britânico de bomba de hidrogênio
O Programa Britânico de Bomba de Hidrogênio foi o esforço britânico, finalmente bem‐sucedido, para desenvolver bombas de hidrogênio entre 1952 e 1958.
Durante a primeira parte da Segunda Guerra Mundial, a Grã‐Bretanha manteve um projeto de armas nucleares, com o codinome Tube Alloys. Na Conferência de Quebec, em agosto de 1943, o primeiro‐ministro britânico Winston Churchill e o presidente dos Estados Unidos Franklin Roosevelt assinaram o Acordo de Quebec, fundindo o Tube Alloys ao Projeto Manhattan americano, no qual muitos dos principais cientistas britânicos participaram. O governo britânico confiava que os Estados Unidos compartilhariam a tecnologia nuclear, a qual consideravam uma descoberta conjunta, mas a Lei de Energia Atômica dos Estados Unidos de 1946 (também conhecida como McMahon Act) encerrou a cooperação técnica.
Temendo um ressurgimento do isolacionismo americano e a perda do status de grande potência, o governo britânico retomou seu próprio esforço de desenvolvimento, que recebeu o codinome "High Explosive Research".
O teste nuclear bem‐sucedido de uma bomba atômica britânica na Operação Furacão, em outubro de 1952, representou uma realização científica e tecnológica extraordinária.
A Grã‐Bretanha tornou‐se a terceira potência nuclear do mundo, reafirmando o status do país como uma grande potência, mas as esperanças de que os Estados Unidos ficassem suficientemente impressionados a ponto de restaurar a Relação Especial logo se frustraram. Em novembro de 1952, os Estados Unidos realizaram o primeiro teste bem‐sucedido de um verdadeiro dispositivo termonuclear (ou bomba de hidrogênio). Assim, a Grã‐Bretanha ainda estava vários anos atrasada na tecnologia de armas nucleares.
O Comitê de Política de Defesa, presidido por Churchill e composto pelos membros seniores do Gabinete do Reino Unido, considerou as implicações políticas e estratégicas em junho de 1954 e concluiu que “devemos manter e fortalecer nossa posição como potência mundial para que o Governo de Sua Majestade possa exercer uma influência poderosa nos conselhos do mundo.” Em julho de 1954, o Gabinete concordou em prosseguir com o desenvolvimento de armas termonucleares.
Os cientistas da United Kingdom Atomic Energy Authority no Atomic Weapons Establishment, em Aldermaston (Berkshire), incluíam William Penney, William Cook, Ken Allen, Samuel Curran, Henry Hulme, Bryan Taylor e John Ward. Eles não sabiam como construir uma bomba de hidrogênio, mas produziram três projetos: Orange Herald, uma grande arma de fissão reforçada; Green Bamboo, um projeto termonuclear provisório; e Green Granite, um verdadeiro projeto termonuclear. A primeira série de testes da Operação Grapple envolveu o primeiro lançamento aéreo de uma bomba termonuclear pela Grã‐Bretanha. Embora a princípio tenha sido saudado como um sucesso, o primeiro teste do projeto Green Granite foi um fracasso. O segundo teste validou o Orange Herald como um projeto utilizável de uma arma de megatonelada, mas não se tratava de uma bomba termonuclear, e o reforço do núcleo não funcionou. Um terceiro teste tentou corrigir o projeto Green Granite, mas também fracassou.
No teste Grapple X de novembro de 1957, testou‐se com sucesso um projeto termonuclear. O teste Grapple Y realizado em abril do ano seguinte obteve a maior parte de seu rendimento a partir da fusão nuclear, e a série de testes Grapple Z realizada posteriormente naquele ano demonstrou o domínio da tecnologia de armas termonucleares. Um moratório internacional sobre testes nucleares iniciou‐se em 31 de outubro de 1958, e a Grã‐Bretanha cessou os testes atmosféricos de vez. O desenvolvimento bem‐sucedido da bomba de hidrogênio, juntamente com a crise do Sputnik, resultou no Acordo de Defesa Mútua EUA-Reino Unido de 1958, no qual a Relação Especial nuclear foi restaurada.

## Contexto

### Tube Alloys

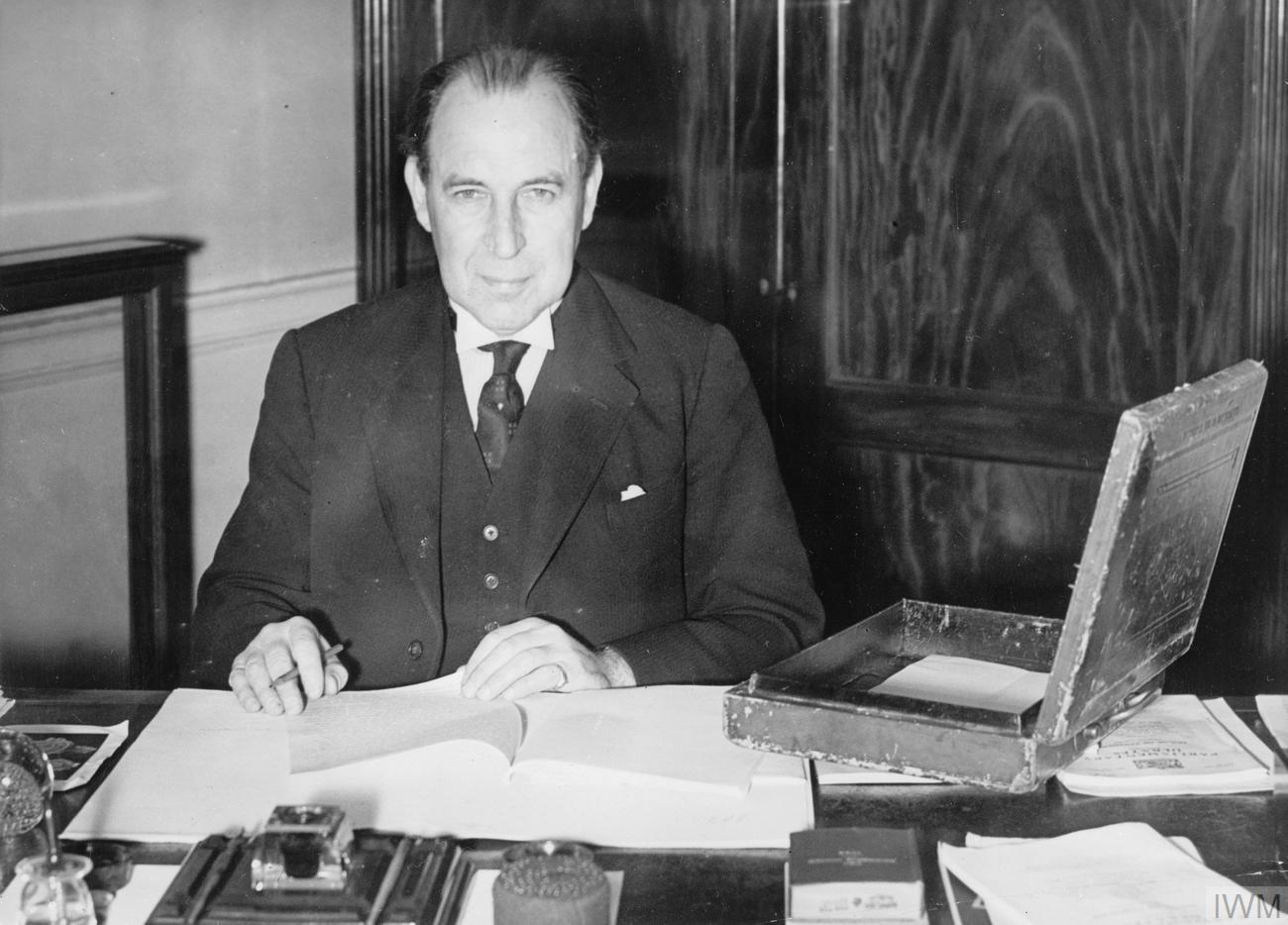
Sir John Anderson, o ministro responsável pelo Tube Alloys

O nêutron foi descoberto por James Chadwick no Cavendish Laboratory da Universidade de Cambridge em fevereiro de 1932, e, em abril de 1932, seus colegas do Cavendish, John Cockcroft e Ernest Walton, dividiram átomos de lítio com prótons acelerados. Em dezembro de 1938, Otto Hahn e Fritz Strassmann, no laboratório de Hahn em Berlim-Dahlem, bombardearam urânio com nêutrons lentos, e descobriram que bário havia sido produzido, demonstrando que o núcleo do urânio havia sido fissionado. Hahn escreveu para sua colega Lise Meitner, que, juntamente com sua sobrinha Otto Robert Frisch, desenvolveu uma explicação teórica para o processo. Por analogia com a divisão das células biológicas, eles chamaram o processo de "fissão".
A descoberta da fissão levantou a possibilidade de se criar uma bomba atômica extremamente poderosa. Frisch e Rudolf Peierls, ambos cientistas refugiados alemães atuando na Grã‐Bretanha, calcularam a massa crítica de uma esfera metálica de urânio‑235 puro e descobriram que, em vez de toneladas, como todos supunham, bastaria entre 1 a 10 quilogramas (2,2 a 22 lb) para que ela explodisse com o poder de milhares de toneladas de dinamite. O Comitê MAUD foi criado para investigar o assunto com mais profundidade. Seu relatório concluiu que uma bomba atômica era tecnicamente viável e recomendou que seu desenvolvimento fosse iniciado com urgência. Uma nova diretoria, denominada Tube Alloys, foi criada para coordenar esse esforço. Sir John Anderson, o Presidente do Conselho, tornou‐se o ministro responsável, e Wallace Akers da Imperial Chemical Industries (ICI) foi nomeado diretor do Tube Alloys.

### Projeto Manhattan

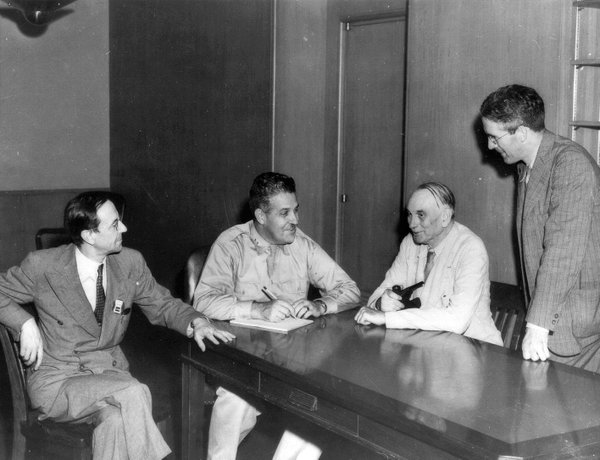
James Chadwick (à esquerda), o chefe da Missão Britânica, com o Major‐General Leslie R. Groves Jr., diretor do Projeto Manhattan; Richard C. Tolman, seu conselheiro científico; e Henry DeWolf Smyth

Em julho de 1940, a Grã‐Bretanha ofereceu aos Estados Unidos acesso à sua pesquisa científica, e Cockcroft informou os cientistas americanos sobre os avanços britânicos em armas nucleares. Ele descobriu que o Projeto S‑1 americano (posteriormente renomeado como Projeto Manhattan) era menor que o britânico e não estava tão avançado. Os dois projetos trocaram informações, mas inicialmente não uniram esforços, supostamente por questões de segurança americana. Ironicamente, foi o projeto britânico que já havia sido infiltrado por espionagem atômica para a União Soviética.

### Fim da cooperação americana

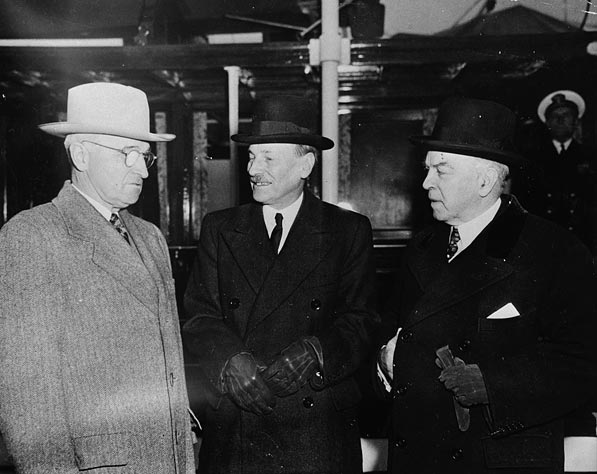
O Presidente Harry Truman e os primeiros‐ministros Clement Attlee e Mackenzie King embarcando a bordo do para discussões sobre armas nucleares, em novembro de 1945

Com o fim da guerra, a Relação Especial entre a Grã‐Bretanha e os Estados Unidos tornou‐se, nas palavras de Margaret Gowing, “muito menos especial”. O governo britânico confiara que os Estados Unidos compartilhariam a tecnologia nuclear, a qual consideravam uma descoberta conjunta. Em 8 de agosto de 1945, o primeiro‐ministro, Clement Attlee, enviou uma mensagem ao presidente Harry Truman, na qual os referia como “chefes dos Governos que controlam essa grande força”.
Em 9 de novembro de 1945, Attlee e o Primeiro‐Ministro do Canadá, Mackenzie King, viajaram a Washington, D.C., para se reunir com Truman sobre a futura cooperação em armas nucleares e energia nuclear. Um Memorando de Intenção que assinaram substituiu o Acordo de Quebec. Os três líderes concordaram que haveria cooperação plena e efetiva em energia atômica, mas as esperanças britânicas logo se frustraram. A Lei de Energia Atômica dos Estados Unidos de 1946 (McMahon Act), sancionada por Truman em 1º de agosto de 1946, encerrou a cooperação técnica. Seu controle sobre “dados restritos” impediu que os aliados dos Estados Unidos recebessem qualquer informação.
Isso se deveu, em parte, à prisão por espionagem do físico britânico Alan Nunn May, que trabalhava no Laboratório de Montreal, em fevereiro de 1946, enquanto a legislação era debatida. Esse foi apenas o primeiro de uma série de escândalos de espionagem. A prisão de Klaus Fuchs em janeiro de 1950, e a deserção, em junho de 1951, de Donald Maclean, que atuara como membro britânico do Comitê de Política Combinada de janeiro de 1947 a agosto de 1948, deixaram os americanos desconfiados dos arranjos de segurança britânicos. Os cientistas britânicos que permaneciam nos Estados Unidos foram impedidos de acessar documentos que haviam escrito poucos dias antes.

### Retomada dos esforços independentes do Reino Unido

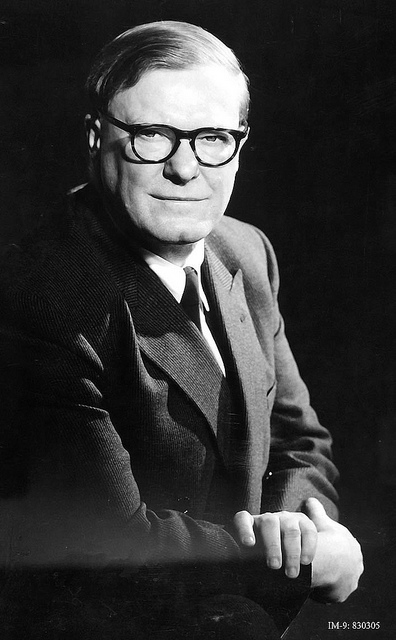
William Penney, Superintendente Chefe de Pesquisa de Armamentos, estava encarregado do desenvolvimento da bomba atômica.

Attlee criou um subcomitê do gabinete, o Comitê Gen 75 (conhecido informalmente por Attlee como o “Comitê da Bomba Atômica”), em 10 de agosto de 1945, para examinar a viabilidade de um programa independente britânico de armas nucleares. O Comitê Chefe do Estado‐Maior considerou a questão das armas nucleares em julho de 1946 e recomendou que a Grã‐Bretanha as adquirisse. Um reator nuclear e uma instalação de processamento de plutônio foram aprovados pelo comitê Gen 75 em 18 de dezembro de 1945 “com a mais alta urgência e importância”. A decisão de prosseguir foi formalmente tomada em 8 de janeiro de 1947, em uma reunião do Gen 163, outro subcomitê do gabinete, e foi anunciada publicamente na Câmara dos Comuns em 12 de maio de 1948. A D notice nº 25 proibia a publicação de detalhes sobre o design, a construção ou a localização de armas atômicas. O projeto recebeu o nome de cobertura “High Explosive Research”.
Instalações de produção foram construídas sob a direção de Christopher Hinton, que estabeleceu sua sede em uma antiga Fábrica de Armas Real em Risley, em Lancashire. Essas instalações incluíam uma fábrica de metal de urânio em Springfields, reatores nucleares e uma fábrica de processamento de plutônio em Windscale, e uma instalação de enriquecimento de urânio por difusão gasosa em Capenhurst, próxima a Chester. O minério de urânio era estocado em Springfields. À medida que o programa nuclear americano se expandia, suas necessidades superavam a produção das minas existentes. Para ter acesso ao estoque, as negociações foram reabertas, resultando no Modus Vivendi de 1948, que permitiu a consulta sobre o uso de armas nucleares e o compartilhamento limitado de informações técnicas.
Como Superintendente Chefe de Pesquisa de Armamentos (CSAR, pronunciado “Caesar”), Penney dirigiu o design das bombas a partir de Fort Halstead. Em 1951, seu grupo de design transferiu-se para um novo local em Aldermaston, em Berkshire. A primeira bomba atômica britânica foi testada com sucesso na Operação Furacão em 3 de outubro de 1952. Assim, a Grã‐Bretanha tornou‐se o terceiro país a testar armas nucleares. As primeiras bombas atômicas Blue Danube foram entregues ao Bomber Command em novembro de 1953, embora os V bombers destinados ao seu transporte aos alvos só estivessem disponíveis a partir de 1955. Enquanto isso, a dissuasão nuclear era fornecida pelo Comando Aéreo Estratégico dos Estados Unidos, que havia começado a operar a partir de bases britânicas em 1949.

## Decisão

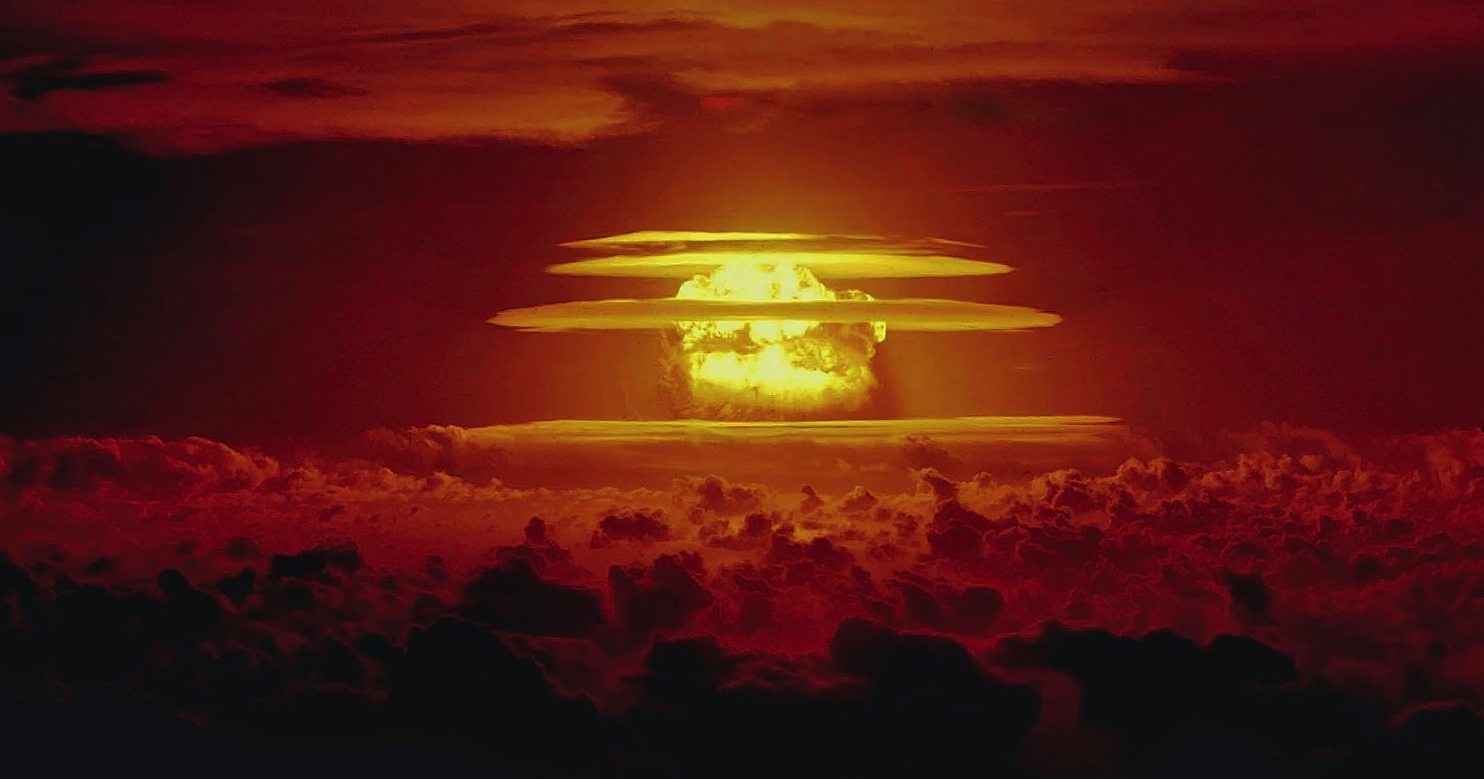
O teste Castle Bravo em 1º de março de 1954 foi o primeiro teste americano de uma bomba de hidrogênio utilizando combustível termonuclear sólido. Seu rendimento foi mais do que o dobro do esperado e foi a maior detonação já realizada pelos americanos.

O teste bem‐sucedido de uma bomba atômica representou uma realização científica e tecnológica extraordinária. A Grã‐Bretanha tornou‐se a terceira potência nuclear do mundo, reafirmando seu status como grande potência, mas as esperanças de que os Estados Unidos ficassem suficientemente impressionados a ponto de restaurar a Relação Especial logo se frustraram. Em 1º de novembro de 1952, os Estados Unidos realizaram o teste Ivy Mike, o primeiro teste bem‐sucedido de um verdadeiro dispositivo termonuclear (também conhecido como bomba de hidrogênio). Devido ao seu tamanho físico e ao uso de cryogenic líquido deuterium, ele não era adequado para uso como arma transportável, mas o teste Castle Bravo em 1º de março de 1954 utilizou um dispositivo muito menor com lithium deuteride sólido. Reforçado pela reação de fusão nuclear no lithium-7, o rendimento de 15 megatonnes of TNT (63 PJ) foi mais do que o dobro do esperado e, de fato, foi a maior detonação realizada pelos americanos. Isso resultou em uma disseminação generalizada de radioactive fallout que afetou 236 ilhéus Marshallianos, 28 americanos e os 23 tripulantes de um barco de pesca japonês, o Daigo Fukuryū Maru (Lucky Dragon No. 5). Enquanto isso, a União Soviética testou o Joe 4, uma arma de fissão reforçada com rendimento de 400 kilotonnes of TNT (1 700 TJ) em 12 de agosto de 1953. Isso foi seguido pelo Joe 19, uma verdadeira arma termonuclear de dois estágios, em 20 de novembro de 1954.
Embora o dispositivo Hurricane britânico fosse mais avançado que as bombas Fat Man americanas de 1946, a Grã‐Bretanha ainda estava vários anos atrasada na tecnologia de armas nucleares, e, embora os avanços britânicos e soviéticos tenham amenizado a oposição americana à retomada da cooperação com os britânicos, o Congresso dos Estados Unidos via pouca vantagem nessa cooperação para os EUA. O McMahon Act foi alterado pela Atomic Energy Act of 1954 em 30 de agosto, permitindo uma troca maior de informações com nações estrangeiras, mas ficou muito aquém do que o governo britânico desejava. Churchill, que substituíra Attlee como primeiro‐ministro, recorreu a Lord Cherwell para obter conselhos sobre a possibilidade de produzir uma bomba de hidrogênio britânica. Cherwell relatou que “achamos que sabemos como fazer uma H‑bomb”, mas Penney não concordou com essa avaliação otimista.
Um Novo Comitê de Armas foi estabelecido em Aldermaston, em 15 de outubro de 1951, para examinar melhorias em suas bombas atômicas. John Corner, o chefe do grupo teórico em Aldermaston, sugeriu a produção de um dispositivo na faixa de megatonelada — ou seja, com rendimento de 500 kilotonnes of TNT (2 100 TJ) ou mais. Nessa proposta, ele não estava pensando em uma arma termonuclear, mas sim em uma grande arma de fissão. A ideia não foi perseguida na época, pois a RAF desejava mais bombas, e não bombas maiores. Em uma reunião realizada em Bermuda em dezembro de 1953 com Dwight D. Eisenhower, que substituíra Truman como presidente naquele mesmo ano, Churchill informou que a RAF considerava que bombas de fissão seriam suficientes para a maioria dos alvos e, portanto, que a Grã‐Bretanha não tinha intenção de desenvolver bombas de hidrogênio.

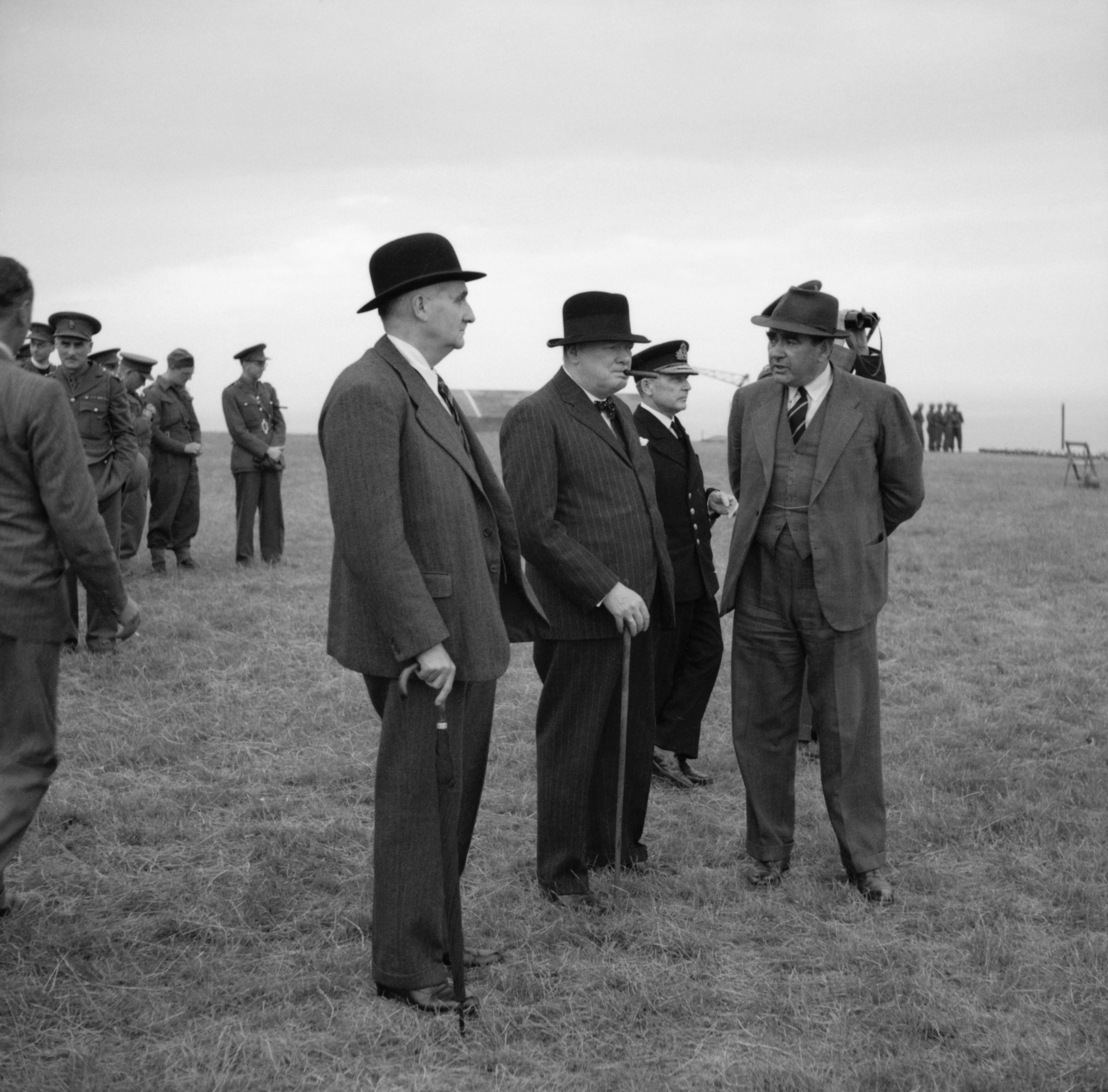
Lord Cherwell (em primeiro plano, de cartola) foi assessor científico de Winston Churchill (ao centro).

Em 12 e 19 de março de 1954, Penney apresentou, nas reuniões do Comitê Gen 475 – com a presença dos Chefes do Estado‐Maior, de altos funcionários do Ministério da Defesa (Reino Unido), do Foreign Office e de Sir Edwin Plowden – as recentes evoluções em armas termonucleares. Sir Frederick Brundrett, presidente do Grupo de Trabalho dos Chefes do Estado‐Maior sobre o Uso Operacional de Armas Atômicas (OAW), solicitou então a Penney, em 25 de maio, um documento de trabalho para uma reunião do OAW marcada para 31 de maio. Em resposta, o OAW encaminhou um relatório aos Chefes do Estado‐Maior, que recomendaram que o Reino Unido desenvolvesse suas próprias armas termonucleares. O Almirante da Frota Sir Rhoderick McGrigor, o First Sea Lord, recordou que:
> “O Reino Unido, como líder reconhecido da Comunidade das Nações e como uma potência mundial de destaque, tinha uma posição a manter nos assuntos internacionais. Se nossa influência viesse a declinar, seria praticamente impossível recuperar nosso lugar de direito como potência mundial. Era essencial que o Reino Unido tivesse a capacidade de produzir a H‑Bomb para que pudesse reivindicar a condição de membro do Clube H dos Aliados.”

Assim, esperava‐se que o desenvolvimento de armas termonucleares reforçasse o status de grande potência da Grã‐Bretanha e restaurasse a Relação Especial com os Estados Unidos, possibilitando ao Reino Unido influenciar a política de defesa americana. Havia ainda uma terceira consideração política: o incidente do Lucky Dragon desencadeou uma onda de protestos, havendo apelos de trade unions e do Partido Trabalhista por um moratório sobre testes nucleares, o que resultou em um acalorado debate na Câmara dos Comuns em 5 de abril de 1954, no qual Churchill culpou Attlee pelo McMahon Act. A nova administração Eisenhower nos Estados Unidos via com bons olhos a ideia de um moratório, e o Secretário de Relações Exteriores, Anthony Eden, foi sondado a respeito pelo Secretário de Estado americano, John Foster Dulles. Os Estados Unidos haviam concluído a série de testes da Operation Castle e, com um moratório, o desenvolvimento de novas armas nucleares pela União Soviética seria restringido; porém, isso também aprisionaria o Reino Unido em um estado permanente de inferioridade.
O Comitê de Política de Defesa, presidido pelo Primeiro‐Ministro e composto pelos membros seniores do Gabinete, avaliou as implicações políticas e estratégicas em 1º de junho e concluiu que “devemos manter e fortalecer nossa posição como potência mundial para que o Governo de Sua Majestade possa exercer uma influência poderosa nos conselhos do mundo.” Churchill informou o Gabinete da decisão em 7 de julho de 1954, mas os membros não ficaram satisfeitos por não terem sido consultados – especialmente o Lord Privy Seal, Harry Crookshank. O Gabinete debatou o assunto naquele e no dia seguinte, adiando a decisão final. Em 27 de julho de 1954, o Lord Presidente do Conselho, Marquês de Salisbury, levantou a questão, embora ela não constasse na ordem do dia, enfatizando a necessidade de uma decisão. Desta vez, o Gabinete concordou em prosseguir com o desenvolvimento de armas termonucleares.

## Organização
A volta de Churchill ao cargo de primeiro‐ministro significou o retorno de Lord Cherwell ao posto de Paymaster General. Ele era um forte defensor do programa de energia atômica, mas, embora concordasse com seu tamanho e escopo, criticava a organização do programa, que atribuía ao processo um progresso mais lento do que o do correspondente soviético. Em especial, o programa enfrentava problemas com os salários e as condições de trabalho do Serviço Civil, que eram inferiores aos de trabalhadores comparáveis na indústria. O HM Treasury havia concordado com certa flexibilidade em casos excepcionais, mas o procedimento era absurdamente lento. Hinton, em particular, preocupava-se com a baixa remuneração de seus funcionários seniores em comparação com os que tinham responsabilidades semelhantes na ICI. Quando tentou trazer Frank Kearton para ser seu sucessor, o Tesouro recusou ajustar os salários de seus outros dois vice‐diretores para equipará‐los. Em vez de prejudicar o moral da organização, Hinton abandonou a proposta de nomear Kearton. Tampouco era possível realizar qualquer reorganização sem a aprovação do Tesouro. Menos de um mês após assumir o cargo, Cherwell preparou um memorando propondo que a responsabilidade pelo programa fosse transferida do Ministério do Suprimento para uma Comissão de Energia Atômica.
Cherwell conseguiu convencer Churchill a propor ao Gabinete a criação de um pequeno comitê para examinar a questão. O Gabinete concordou em uma reunião, em novembro de 1952, e o comitê foi formado, presidido por Crookshank. O Gabinete aceitou as recomendações do comitê em abril de 1953, e outro comitê foi instituído sob a liderança de Anderson (agora Lord Waverley) para apresentar recomendações sobre a implementação da nova organização e sua estrutura. A Atomic Energy Authority Act 1954 criou a United Kingdom Atomic Energy Authority (UKAEA) em 19 de julho de 1954. Plowden tornou‐se seu primeiro presidente. Entre os demais membros do conselho estavam Hinton, responsável pelo Grupo Industrial em Risley; Cockcroft, que chefiava o Grupo de Pesquisa em Harwell; e Penney, que liderava o Grupo de Armamentos em Aldermaston. Inicialmente, a UKAEA reportava a Salisbury em sua qualidade de Lord Presidente do Conselho; mais tarde, na década, passou a reportar diretamente ao primeiro‐ministro. Mais de 20.000 funcionários foram transferidos para a UKAEA; ao final da década, esse número cresceu para quase 41.000.
Assim como Hinton, Penney enfrentou dificuldades para recrutar e reter os funcionários altamente qualificados necessários. Em especial, ele desejava um vice com sólida formação científica. Uma tentativa de incorporar Vivian Bowden fracassou. Após Penney solicitar repetidamente William Cook, Salisbury conseguiu persuadir McGrigor a liberar Cook da Marinha para que atuasse como vice de Penney. Cook iniciou seus trabalhos em Aldermaston em 1º de setembro de 1954. Henry Hulme ingressou em 1954. Por ser demasiado sênior para ser alocado à divisão de física teórica de Corner, tornou‐se assistente de Penney, com responsabilidade especial pelo programa da bomba de hidrogênio. Samuel Curran, que havia trabalhado no Projeto Manhattan em Berkeley, assumiu a chefia da divisão de medições de radiação. O físico John Ward também foi recrutado nesse período.

## Desenvolvimento
O conhecimento britânico sobre armas termonucleares baseava‐se nos trabalhos realizados no Laboratório de Los Alamos durante a guerra. Dois cientistas britânicos, Bretscher e Fuchs, participaram da conferência sobre o Super (como era então denominado) em abril de 1946, e Chadwick redigiu um relatório secreto a respeito, em maio de 1946. O design clássico Super não teve sucesso. Fuchs e John von Neumann desenvolveram um projeto alternativo engenhoso, para o qual solicitaram patente em maio de 1946. Esse design foi testado no ensaio americano Operation Greenhouse – o teste George, em maio de 1951 – mas também se mostrou inviável. Ainda havia informações de inteligência sobre o Joe 4, obtidas a partir de seus detritos, fornecidas à Grã‐Bretanha sob o Modus Vivendi de 1948.
Penney estabeleceu três projetos de bombas na faixa de megatonelada em Aldermaston: Orange Herald, sob a liderança de Bryan Taylor, uma grande arma de fissão reforçada; Green Bamboo, um projeto termonuclear provisório semelhante ao “Layer Cake” soviético empregado no Joe 4 e no americano Alarm Clock; e Green Granite, um verdadeiro projeto termonuclear. O Orange Herald seria a primeira arma britânica a incorporar um external neutron initiator.
Para o Green Granite, Penney propôs um design baseado em radiation implosion e em estágios (chamado, em analogia, de encadeamento). Haveria três estágios, denominados Tom, Dick e Harry. Tom, o estágio primário, seria uma bomba de fissão que produziria radiação para implodir um secundário, Dick, outro dispositivo de fissão. Este, por sua vez, implodiria Harry, o estágio terciário termonuclear. Doravante, os projetistas britânicos passariam a referir‐se a Tom, Dick e Harry, em vez de “primário”, “secundário” e “terciário”. Ainda não se sabia ao certo como uma arma termonuclear funcionaria – se seriam necessários um, dois ou três estágios – tampouco havia consenso sobre os designs reforçados, como a melhor forma de posicionar o combustível termonuclear de reforço: se o ideal seria colocá-lo dentro do núcleo oco, como no Orange Herald, ou envolvê‐lo ao redor, como no Green Bamboo. Keith Roberts e John Ward estudaram as ondas de detonação de uma explosão termonuclear, mas a compreensão da implosão por radiação permanecia incompleta.
Informações adicionais vieram do estudo do Joe 19. Constatou‐se que havia uma quantidade considerável de urânio-233 residual. Os cientistas soviéticos haviam empregado esse isótopo para distinguir o comportamento do urânio em diferentes partes do sistema, esclarecendo que se tratava de um dispositivo de dois estágios. Hulme redigiu um artigo em janeiro de 1956. Nesse ponto, ainda se contava com três estágios – Dick era um dispositivo de fissão e Harry o componente termonuclear. Duas semanas depois, Ken Allen publicou um artigo descrevendo o mecanismo da queima termonuclear, sugerindo que os americanos haviam comprimido lítio‑6 e urânio em torno de um núcleo fissile. Em abril de 1956, surgiu o ancestral reconhecível dos dispositivos posteriores: passaram a existir apenas dois estágios – Tom, o primário de fissão, e Dick, que passou a consistir também em um conjunto de esferas concêntricas, com camadas de urânio‑235 e de lithium-6 deuteride. Optou‐se pela forma esférica para Dick, em vez de cilíndrica, por facilitar os cálculos; o trabalho com um Dick de formato cilíndrico foi adiado até a chegada de um novo IBM 704 dos Estados Unidos.
Conceitos de design de arma nuclear
- O design do núcleo reforçado do Orange Herald consistia em um conjunto de esferas concêntricas. Gás de trítio e deutério (verde) foi colocado dentro do núcleo de urânio‑235 (azul escuro), o qual estava envolto por um revestimento de urânio‑238. Explosivos (laranja) o implodiram.
- No design do núcleo reforçado do Green Bamboo, o deutereto de lítio‑6 sólido (verde) foi colocado entre o núcleo de urânio‑235 (azul escuro) e um revestimento de urânio‑238. Havia múltiplas camadas destes. Explosivos (laranja) o implodiram.
- No design do Green Granite, o secundário (Dick) também consistia em um conjunto de esferas concêntricas. O deutereto de lítio‑6 (verde) foi colocado ao redor do núcleo de urânio‑235 (azul escuro), que estava envolto por um revestimento de urânio‑235. O design utilizado nos testes Grapple 1 e 3 possuía quatorze camadas; o empregado no Grapple X tinha apenas três. Ele foi implodido pela fissão do Tom.

## Testes

### Preparativos
Implicitamente, a criação de uma bomba de hidrogênio implicava que ela seria testada. Eden, que substituiu Churchill como primeiro‐ministro após a aposentadoria deste, transmitiu uma mensagem de rádio na qual declarou:
“Você não pode comprovar a eficácia de uma bomba até que ela exploda. Ninguém pode saber se ela é eficaz ou não até que seja testada.”

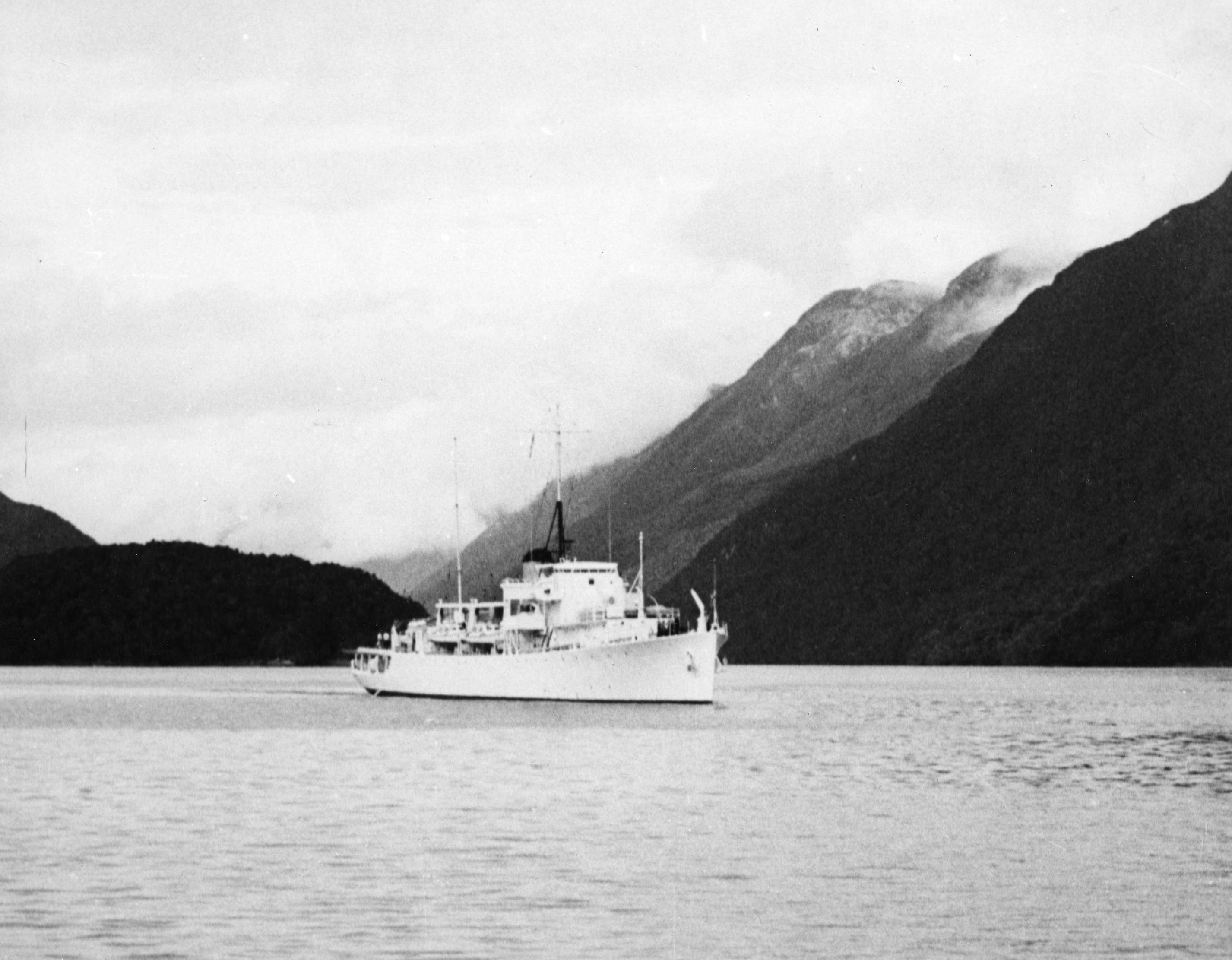
O navio de pesquisa

Os testes de designs reforçados foram realizados pela Operation Mosaic nas Ilhas Monte Bello (Austrália Ocidental) em maio e junho de 1956. Trata-se de uma questão delicada; havia um acordo com a Austrália de que nenhum teste termonuclear seria realizado em seu território. O Ministro do Suprimento australiano Howard Beale, respondendo a rumores divulgados pela imprensa, afirmou que “o Governo Federal não tem intenção de permitir que quaisquer testes de bomba de hidrogênio ocorram na Austrália. Nem tem intenção de permitir que quaisquer experimentos relacionados a testes de bomba de hidrogênio sejam realizados aqui.”
Como os testes estavam ligados ao desenvolvimento de bombas de hidrogênio, Eden enviou um telegrama ao Primeiro‐Ministro da Austrália, Robert Menzies, detalhando a natureza e o propósito dos testes. Prometeu que o rendimento do segundo teste, maior, não excederia duas vezes e meia o da Operação Furacão, que foi de 25 kilotonnes of TNT (100 TJ). Menzies telegramou sua aprovação dos testes em 20 de junho de 1955. O rendimento do segundo teste acabou sendo de 60 kilotonnes of TNT (250 TJ), – superior ao limite de 50 kilotonnes of TNT (210 TJ) para testes na Austrália.
Portanto, tornou‐se necessário um novo local para os testes. Por razões de segurança e, sobretudo, para evitar riscos à população – especialmente após o incidente do Lucky Dragon – era indispensável um local extenso e remoto dos centros urbanos. Diversas ilhas remotas no Pacífico Sul e nos Oceanos do Sul foram consideradas, assim como a Antártida. A Marinha sugeriu as Ilhas Antípodas, situadas a cerca de 860 quilômetros (530 mi) a sudeste da Nova Zelândia. Em maio de 1955, o Ministro da Defesa, Selwyn Lloyd, concluiu que as Ilhas Kermadec, – situadas a cerca de 1 000 quilômetros (620 mi) a nordeste da Nova Zelândia – seriam adequadas. Como essas ilhas pertenciam à Nova Zelândia, Eden escreveu ao Primeiro‐Ministro da Nova Zelândia, Sidney Holland, pedindo permissão para utilizar as ilhas. Holland recusou, temendo uma reação pública negativa nas eleições vindouras. Apesar das garantias e pressões do governo britânico, Holland manteve sua decisão. A busca por um local continuou, considerando Malden Island e McKean Island. A primeira acabou se destacando. Três Avro Shackletons do No. 240 Squadron RAF foram enviados para realizar um reconhecimento aéreo, e Holland autorizou o envio do navio de pesquisa HMNZS Lachlan para realizar um levantamento marítimo.
A série de testes recebeu o codinome secreto “Operação Grapple”. O Air Commodore Wilfrid Oulton foi nomeado comandante da força‐tarefa, com o posto interino de air vice marshal a partir de 1º de março de 1956. Ele enfrentaria uma tarefa formidável. Próximo, foi escolhida a Ilha do Natal como base. A ilha era reivindicada tanto pela Grã‐Bretanha quanto pelos Estados Unidos, mas os americanos permitiram que os britânicos a utilizassem para os testes. Com a pressão interna e internacional em prol de um moratório sobre testes, definiu‐se 1º de abril de 1957 como a data‐alvo. Oulton realizou a primeira reunião do Comitê Executivo do Grapple na New Oxford Street em Londres, em 21 de fevereiro de 1956. A RAF e os Royal Engineers preparariam o aeródromo para operar aeronaves grandes e com carga elevada, e o porto e demais instalações seriam melhorados para que a Ilha do Natal pudesse funcionar como base a partir de 1º de dezembro de 1956. Estimou‐se que Predefinição:Convert/MTON de suprimentos seriam necessários apenas para a construção. O navio de desembarque de tanques HMS Narvik retomaria o papel de navio de controle desempenhado na Operação Furacão; contudo, por também ser necessário na Operação Mosaic, teve pouco tempo para retornar ao Chatham Dockyard para reparos antes de partir para a Ilha do Natal para a Operação Grapple.
Decidido o local e a data, ainda restava definir o que seria testado. John Challens, cujo grupo de eletrônica de armas deveria produzir a montagem, queria conhecer a configuração do Green Granite. Cook determinou que o dispositivo utilizaria um Tom Red Beard, adaptado para caber em uma carcaça Blue Danube para lançamento. O design foi congelado em abril de 1956. Havia duas versões do Orange Herald – uma grande e outra pequena –, com núcleos semelhantes, mas a versão grande continha mais explosivo. Os designs foram finalizados em julho. O Green Bamboo também foi, nominalmente, congelado, embora ajustes no projeto continuassem. Em 3 de setembro, Corner sugeriu que o Green Granite poderia ser reduzido aproximando o Tom e o Dick. Esse design passou a ser conhecido como Short Granite. Em janeiro de 1957, com os testes a poucos meses de distância, surgiu um cronograma provisório: o Short Granite seria testado primeiro; o Green Bamboo seguiria se o Short Granite falhasse, mas seria omitido caso contrário; o Orange Herald (pequeno) seria testado em seguida – visto que o Short Granite era grande demais para ser transportado por míssil ou bomba guiada, esse teste ocorreria independentemente do sucesso do Short Granite; e, por fim, o Green Granite seria testado. Em dezembro de 1956, Cook propôs outro design, denominado Green Granite II, que era menor que o Green Granite I e poderia ser acomodado em uma carcaça Yellow Sun, a ser empregada pelo míssil guiado Blue Steel (missile), então em desenvolvimento; porém, esse projeto não poderia ser concluído para alcançar a Ilha do Natal antes de 26 de junho de 1957, e estender a Operação Grapple custaria mais £1,5 milhão.

### Primeira série
A primeira prova da série foi o Grapple 1, com o Short Granite. Essa bomba foi lançada de uma altitude de 45 000 pés (14 000 m) por um Vickers Valiant do No. 49 Squadron RAF, pilotado pelo Comandante de Asa Kenneth Hubbard, a partir da costa da Ilha Malden, às 11:38 (horário local) de 15 de maio de 1957. Foi o segundo lançamento aéreo de uma bomba nuclear britânica, após o teste da Operação Buffalo em Maralinga em 11 de outubro de 1956, e o primeiro de uma arma termonuclear. Os Estados Unidos só haviam tentado um lançamento aéreo de uma bomba de hidrogênio no teste Cherokee da Operation Redwing em 21 de maio de 1956 – sua bomba aterrissou a 4 milhas (6,4 km) do alvo; Hubbard errou por apenas 418 jardas (380 m). O rendimento do Short Granite foi estimado em 300 kilotonnes of TNT (1 300 TJ), muito aquém do projetado. Penney cancelou o teste do Green Granite e substituiu-o por uma nova arma com o codinome Purple Granite. Essa era idêntica ao Short Granite, mas com algumas modificações menores – foi adicionado mais urânio‑235 e a camada externa foi substituída por alumínio. Apesar do fracasso, o teste foi descrito como uma explosão termonuclear bem‐sucedida, e o governo não confirmou nem negou os relatos de que o Reino Unido havia se tornado uma terceira potência termonuclear. Quando documentos sobre a série foram desclassificados na década de 1990, os testes foram denunciados como uma farsa, mas é improvável que tais relatos tenham enganado os observadores americanos.
O teste seguinte foi o Grapple 2, com o Orange Herald (pequeno). Essa bomba foi lançada às 10:44 (horário local) de 31 de maio, por outro Valiant do 49 Squadron, pilotado pelo Squadron Leader Dave Roberts. Ela explodiu com uma força entre Predefinição:Convert/Dual/LoffAoffDbSoffNa. O rendimento foi o maior já alcançado por um dispositivo de estágio único, tornando-o, tecnicamente, uma arma de megatonelada – embora estivesse próximo da estimativa de Corner para um rendimento sem reforço, e Hulme duvidasse que o deutereto de lítio‑6 tivesse contribuído de fato. Esse resultado foi atribuído à instabilidade de Taylor, que limitava a compressão dos elementos leves no núcleo. A bomba foi saudada como uma bomba de hidrogênio, e o fato de que, na verdade, se tratava de uma grande bomba de fissão permaneceu em segredo pelo governo britânico até o fim da Guerra Fria.
Uma Operational Requirement (OR1142) havia sido emitida em 1955 para uma ogiva termonuclear destinada a um medium-range ballistic missile, que se tornou o Blue Streak (missile). Em novembro de 1955, o termo “termonuclear” foi substituído por “megatonelada”, fazendo com que o Orange Herald (pequeno) passasse a atender ao requisito. Uma versão foi criada como uma arma de megatonelada provisória, a fim de fornecer à RAF um dispositivo o mais cedo possível. Com o codinome Green Grass, o reforço por fusão, que não teve sucesso, foi omitido, sendo empregado o sistema de implosão de 72 lentes do Green Bamboo em vez dos 32 do Orange Herald. Isso permitiu reduzir a quantidade de urânio altamente enriquecido de 120 quilogramas (260 lb) para 75 quilogramas (170 lb). Seu rendimento foi estimado em 0,5 megatonnes of TNT (2,1 PJ). A arma foi alojada em uma carcaça Blue Danube, passando a ser conhecida como Violet Club. Cerca de dez unidades foram entregues antes que o Yellow Sun ficasse disponível.
O terceiro e último teste da série foi o Grapple 3, testando o Purple Granite. Essa bomba foi lançada por um Valiant, pilotado pelo Squadron Leader Arthur Steele, em 19 de junho. O rendimento foi decepcionante, estimado em apenas 300 kilotonnes of TNT (1 300 TJ), ainda inferior ao do Short Granite. As modificações não surtiram efeito. “Não conseguimos acertar”, disse Cook a um atônito Oulton. “Teremos que refazer tudo, se conseguirmos fazê-lo antes que o moratório entre em vigor; o que significa o mais breve possível.”

### Segunda série
Foi necessário repensar. Cabia a Cook a ingrata tarefa de explicar o fracasso ao governo. Doravante, ele assumiria um controle mais rígido sobre o programa da bomba de hidrogênio, gradualmente substituindo Penney. Cientistas e políticos consideraram abandonar o Green Granite. O Ministro da Defesa, Duncan Sandys, questionou Cook quanto à necessidade de persistir com os designs termonucleares, considerando que o Orange Herald atendia à maioria dos requisitos militares e que os testes eram extremamente caros. Cook respondeu que bombas de fissão na faixa de megatonelada representavam um uso pouco econômico de material físsil caro, que não poderiam ser construídas para produzir rendimentos superiores a uma megatonelada e que não poderiam ser suficientemente miniaturizadas para serem transportadas por aeronaves menores que os V-bombers ou por míssis. Sandys não se convenceu, mas autorizou novos testes, assim como o Primeiro‐Ministro, agora Harold Macmillan após a renúncia de Eden, na sequência da Crise de Suez. A data mais precoce possível seria novembro de 1957, a menos que os testes da Operação Antler fossem cancelados, embora o Foreign Office advertisse que um moratório sobre testes nucleares poderia entrar em vigor no final de outubro.

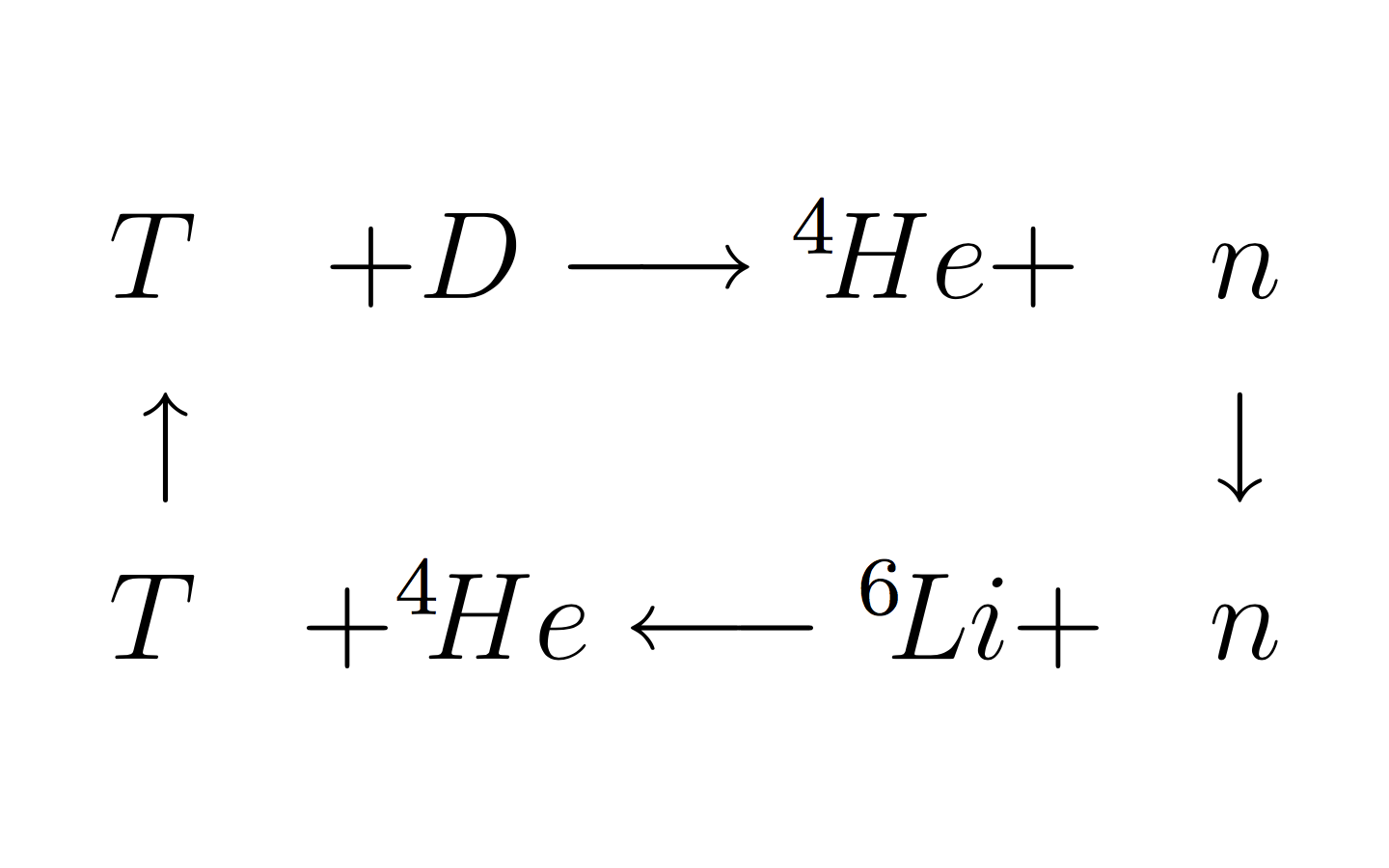
Bombas de hidrogênio produzem tritium in situ e, assim, queimam deuterium e lithium. Em condições de temperatura e pressão suficientes, as reações formam um ciclo de chain reaction conhecido como Ciclo de Jetter.

Os cientistas em Aldermaston criaram um design que incorporava encadeamento, implosão por radiação e compressão, mas ainda não dominaram o projeto de armas termonucleares. Sabendo que grande parte do rendimento das bombas americanas e soviéticas advinha da fissão ocorrida no revestimento de urânio‑238, eles concentraram esforços no que chamavam de “ciclo lítio‑urânio”, pelo qual nêutrons da fissão do urânio acionariam a fusão – produzindo, por sua vez, mais nêutrons para induzir a fissão no revestimento. Contudo, essa não é a reação mais importante. Corner e seus físicos teóricos em Aldermaston argumentaram que o Green Granite poderia funcionar se a compressão fosse aumentada e a instabilidade de Taylor reduzida. O primeiro passo seria alcançado com um Tom aprimorado. O Tom Red Beard recebeu uma supercarga de explosivos de alta potência, um núcleo composto (de urânio‑235 e plutônio) e um revestimento de berílio, aumentando seu rendimento para 45 kilotonnes of TNT (190 TJ). O Dick foi grandemente simplificado; em vez das 14 camadas presentes no Short Granite, teria apenas três. Esse modelo ficou conhecido como Round A; também foi discutida uma versão de cinco camadas, denominada Round B. Um terceiro modelo, o Round C, foi desenvolvido para fins de diagnóstico – possuía as mesmas três camadas do Round A, mas com uma camada inerte em substituição ao deutereto de lítio. Os cálculos para o Round B foram realizados no novo IBM 704, enquanto o antigo Ferranti Mark 1 foi empregado para o Round A.
O próximo ensaio recebeu o nome de Grapple X. Para economizar tempo e recursos – e como o Narvik e o light aircraft carrier HMS Warrior não estavam disponíveis, a bomba seria lançada a partir da ponta sul da Ilha do Natal, em vez de ser lançada na Ilha Malden, a apenas 20 milhas náuticas (37 km; 23 mi) do aeródromo onde 3.000 homens ficariam baseados. Isso exigiu um grande esforço de construção para melhorar as instalações na Ilha do Natal, tendo que duplicar as estruturas já existentes na Ilha Malden. As obras incluíram 26 abrigos à prova de explosões, uma sala de controle e alojamentos em tendas. Componentes dos Rounds A e C foram entregues à Ilha do Natal nos dias 24, 27 e 29 de outubro. O Round B não estaria disponível; para que os cálculos do Round A fossem concluídos, o IBM 704 teve que ser cedido a eles, não sendo possível realizar os cálculos do Round B com o Ferranti. Durante a inspeção, foi encontrada uma falha no Tom do Round A, e o núcleo físsil foi substituído pelo do Round C.
O Round A foi lançado por um bombardeiro Valiant, pilotado pelo Squadron Leader Barney Millett, às 08:47 de 8 de novembro de 1957. Desta vez, o rendimento de 1,8 megatonnes of TNT (7,5 PJ) superou as expectativas – o rendimento previsto havia sido apenas de 1 megatonne of TNT (4,2 PJ) – embora ainda ficasse abaixo do limite de segurança de 2 megatonnes of TNT (8,4 PJ). Essa era a verdadeira bomba de hidrogênio que a Grã‐Bretanha almejava, embora utilizasse uma quantidade relativamente grande de urânio altamente enriquecido. Devido ao rendimento superior ao previsto, alguns danos foram causados a edifícios, tanques de armazenamento de combustível e helicópteros na ilha.

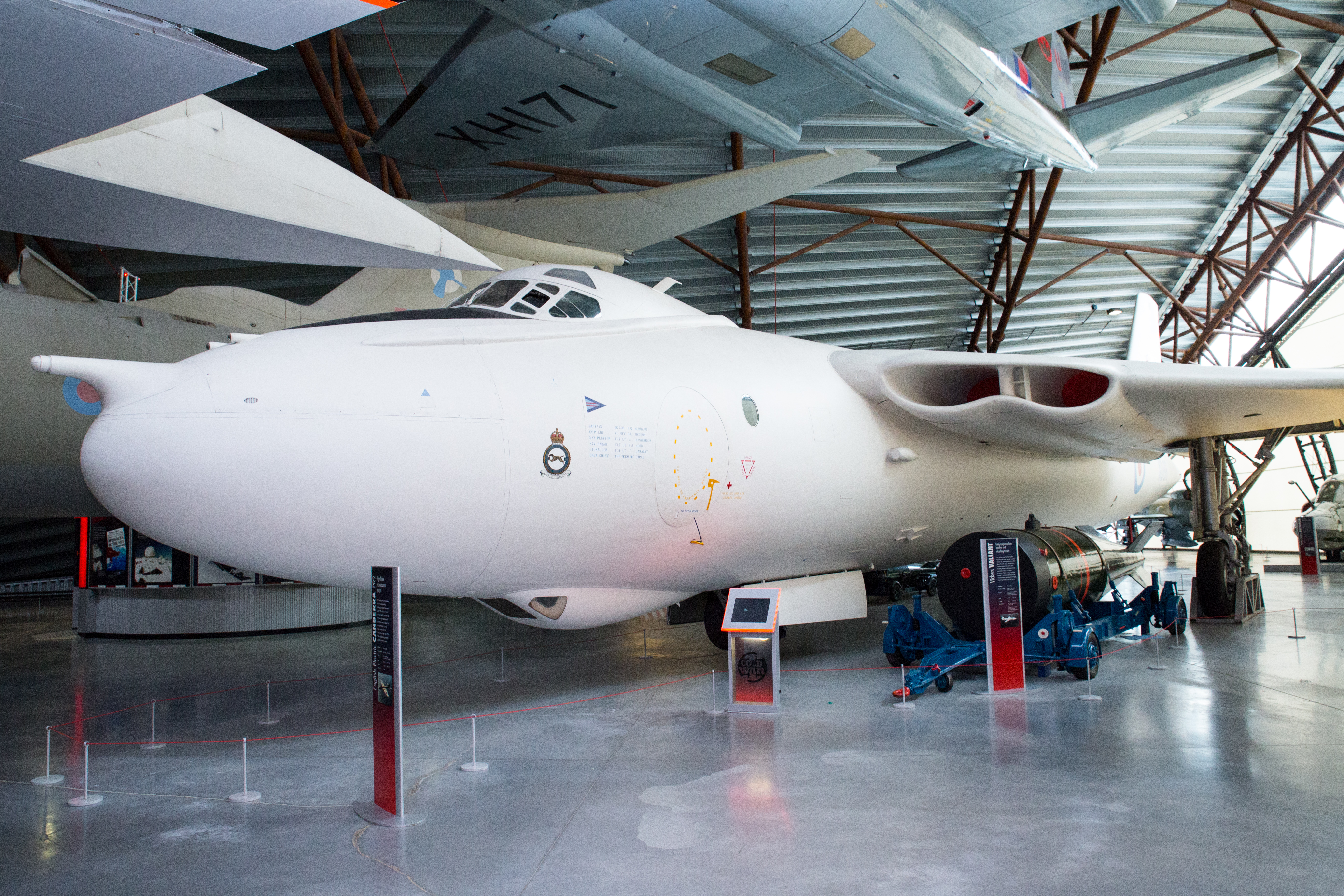
O Vickers Valiant XD818, exposto no RAF Museum Cosford, foi a aeronave que lançou a bomba no teste Grapple 1, em maio de 1957.

## Renovada parceria americana
O momento britânico foi oportuno. O lançamento do Sputnik 1, o primeiro satélite artificial do mundo, pela União Soviética, em 4 de outubro de 1957, causou um tremendo choque no público americano, que confiava na superioridade tecnológica dos Estados Unidos para garantir sua invulnerabilidade. De repente, havia provas incontestáveis de que, em determinadas áreas, a União Soviética estava, de fato, à frente. Diante dos amplos apelos por ação em resposta à crise do Sputnik, autoridades dos Estados Unidos e da Grã‐Bretanha aproveitaram a oportunidade para reparar a relação, abalada pela Crise de Suez. A pedido de Harold Caccia, o Embaixador Britânico nos Estados Unidos, Macmillan escreveu a Eisenhower, em 10 de outubro, instando que os dois países unissem seus recursos para enfrentar o desafio. Para isso, seria necessário flexibilizar as restrições do McMahon Act à cooperação nuclear. A questão da segurança da informação britânica – ou melhor, a ausência dela – já não parecia tão crucial, agora que a União Soviética aparentemente estava à frente e o Reino Unido havia desenvolvido, de forma independente, a bomba de hidrogênio. A oposição contundente do Joint Committee on Atomic Energy que havia impedido tentativas anteriores não se fez presente. Emendas à Atomic Energy Act of 1954 foram aprovadas pelo Congresso em 30 de junho de 1958 e sancionadas por Eisenhower em 2 de julho de 1958. O Acordo de Defesa Mútua EUA-Reino Unido de 1958 foi assinado em 3 de julho, e aprovado pelo Congresso em 30 de julho. Macmillan chamou esse acordo de “o Grande Prêmio”.
A United States Atomic Energy Commission (AEC) convidou o governo britânico a enviar representantes a uma série de reuniões em Washington, D.C., nos dias 27 e 28 de agosto de 1958, para definir os detalhes da cooperação. A delegação americana incluiu Willard Libby, vice‐presidente da AEC; o Major‐General Herbert Loper, assistente do Secretário de Defesa para Assuntos de Energia Atômica; o Brigadier General Alfred Starbird, diretor de Aplicações Militares da AEC; Norris Bradbury, diretor do Laboratório Nacional de Los Alamos; Edward Teller, diretor do Laboratório Lawrence Livermore; e James W. McCrae, presidente da Sandia Corporation. Os representantes britânicos foram Brundrett e J.H.B. Macklen, do Ministério da Defesa, e Penney, Cook e E. F. Newly, de Aldermaston. Os americanos divulgaram os detalhes de nove dos seus designs de armas nucleares: o Mark 7, Mark 15/39, Mark 19, Mark 25, Mark 27, Mark 28, Mark 31, Mark 33 e Mark 34. Em troca, os britânicos forneceram os detalhes de sete dos seus, incluindo o Green Grass; o Pennant – o dispositivo reforçado que foi detonado no teste Grapple Z, em 22 de agosto; o Flagpole, o dispositivo de dois estágios programado para 2 de setembro; o Burgee, programado para 23 de setembro; e o Haillard 3, de três estágios. Os americanos ficaram impressionados com os designs britânicos, especialmente com o Haillard 1, a versão mais robusta do Haillard 3. Cook, então, alterou o programa Grapple Z para utilizar o Haillard 1 em vez do Haillard 3. Macmillan escreveu a Plowden:
> “Tive uma conversa muito interessante com Brundrett, Penney e Cook sobre as discussões realizadas em Washington na semana passada, e fiquei profundamente impressionado com os resultados alcançados. Ficou claro que os americanos se surpreenderam com o quanto nós já sabemos, o que foi um fator decisivo para convencê-los de que poderíamos receber mais informações do que originalmente planejado. Espero que essas discussões sejam apenas as primeiras de uma série, na qual a cooperação anglo‐americana neste campo se torne progressivamente mais estreita. Se conseguirmos, gradualmente, persuadir os americanos a ver este empreendimento como um projeto conjunto – no qual sejamos considerados parceiros iguais em termos de conhecimento básico – isso se dará porque demos um impulso extraordinário com o acordo bilateral; e o crédito por isso cabe à equipe de cientistas e técnicos que, sozinhos, conseguiram manter o Reino Unido praticamente em pé de igualdade com os Estados Unidos neste complexo e intrincado negócio de desenvolvimento de armas nucleares. É uma conquista tremenda, da qual eles têm todo o direito de se orgulhar.”

A Relação Especial anglo‐americana mostrou-se mutuamente benéfica, embora nunca de forma equitativa – os Estados Unidos eram muito superiores à Grã‐Bretanha, tanto em termos militares quanto econômicos. A Grã‐Bretanha passou, em pouco tempo, a depender dos Estados Unidos para suas armas nucleares, pois não dispunha de recursos suficientes para desenvolver uma variedade de designs. Os britânicos decidiram adaptar o Mark 28 como arma britânica, uma alternativa mais econômica do que desenvolver um design próprio, o que resultou na criação do Red Snow. Outras armas foram fornecidas por meio do Project E, sob o qual dispositivos em custódia americana eram disponibilizados para uso pela RAF e pelo Exército Britânico. Material nuclear também foi adquirido dos Estados Unidos. Sob o Acordo de Defesa Mútua, 5,4 toneladas de plutônio produzido no Reino Unido foram enviados aos EUA em troca de 6,7 quilogramas (15 lb) de tritium e 7,5 toneladas de urânio altamente enriquecido, entre 1960 e 1979, substituindo a produção de Capenhurst – embora grande parte do urânio altamente enriquecido não tenha sido utilizada para armas, mas como combustível para a crescente frota britânica de submarinos nucleares. Os britânicos acabaram adquirindo sistemas de armas completos, com o UK Polaris programme e o Trident nuclear programme utilizando mísseis americanos equipados com ogivas nucleares britânicas.